# Yaviza
Yaviza város Panamában, Darién tartományban, Pinogana körzetében található. A várost 1638-ban alapította San Jerónimo de Yaviza. A Darién Gap őserdő kulturális központja a panamai oldalon.

## Érdekességek
A Pánamerikai főútvonal itt ér véget a híres/hírhedt Darién Gap őserdő miatt.